# 長友優磨
長友 優磨（ながとも ゆうま、1991年12月22日 - ）は、日本の男子プロバレーボール選手である。

## 来歴
宮崎県三股町出身。8歳の頃、ラーメン食べながらバレーボールを見て夢中になったのをきっかけにバレーボールを始める。
宮崎県立都城工業高等学校、専修大学を経て、2014年、FC東京に入団。
2016/17シーズンよりチームの主将を務める。
2019年9月、練習にてブロックの着地に失敗し、重傷を負う。左腓骨骨幹部骨折、左足関節開放脱臼、左脛腓間靭帯断裂、左三角靭帯断裂と診断され、全治12ヶ月の離脱となった。
2020-21シーズン、1年間の離脱から復帰した。
2021-22シーズン、5シーズン務めた主将を栗山英之に託し副将に就任。
チーム全体移籍となり2022-23シーズンより東京グレートベアーズに在籍。
2022-23シーズンをもって、東京グレートベアーズを退団し、地元のチームで次シーズンよりV3男子に参入するフラーゴラッド鹿児島に移籍した。

## 所属チーム
- 宮崎県立都城工業高等学校 （2007-2010年）
- 専修大学 （2010-2014年）
- FC東京（2014-2022年）
- 東京グレートベアーズ（2022-2023年）
- フラーゴラッド鹿児島（2023年-）

## 受賞歴
- 2024年 - 2023-24 V.LEAGUE DIVISION3 MEN 最高殊勲選手賞・得点王・サーブ賞
- 2025年 - 2024-25 V.LEAGUE MEN レギュラーシーズンMVP・トップスコアラー・トップサーバー・レギュラーシーズンベスト6